# Mary Jane Girls
Mary Jane Girls waren eine 1983 gegründete amerikanische Girlgroup, die vor allem durch ihre Songs In My House, All Night Long, Candy Man und ihre Coverversion von Walk Like a Man bekannt wurde. Sie waren Protegés des Musikers Rick James und lösten sich 1987 auf.
Die Gruppe wurde 2019 in die Rhythm & Blues Music Hall of Fame aufgenommen.

## Geschichte
Joanne „Jojo“ McDuffie war die Leadsängerin; bei Studioaufnahmen wurde McDuffie von Session-Sängern unterstützt und nicht von den anderen Mary Jane Girls. Die Gruppe veröffentlichte in den 1980er Jahren zwei Alben und nahm ein drittes auf, das erst 2014 veröffentlicht wurde.
Rick James wurde bei seinen Studioaufnahmen häufig von den Sängerinnen Joanne „Jojo“ McDuffie und den Schwestern Maxine und Julia Waters unterstützt. Bei Live-Auftritten, die 1979 begannen, wurde James von McDuffie sowie Cheryl Bailey (die den Künstlernamen Cheri Wells verwendete), Candice „Candi“ Ghant und Kimberly „Maxi“ Wuletich unterstützt. Unter den Musikern benutzten McDuffie, Wells, Ghant und Wuletich beiläufig den Namen Mary Jane Girls, eine Untergruppe von James’ Begleitband, der Stone City Band. Die Frauen lernten choreografierte Tanzroutinen und übten mit einem Gesangslehrer.
1983 schlug James Motown vor, McDuffie eine Solokarriere anzubieten, aber aufgrund eines Kommunikationsfehlers nahm das Label eine reine Frauengruppe unter Vertrag, die er Mary Jane Girls nannte. James besetzte die Positionen hinter McDuffie mit Wells, Ghant und Wuletich. Er schrieb auch alle Originalsongs und produzierte alle Aufnahmen. James, der oft mit den Schützlingen seines Rivalen Prince, Vanity 6, verglichen wird, die 1982 debütierten, erzählte Jet, dass er das Konzept sechs Jahre zuvor entwickelt, aber aus Zeitmangel auf Eis gelegt hatte: „Ich wollte, dass es in der Branche eine Gruppe schwarzer Frauen gibt, die mehr Realität in ihren Beziehungen zu Männern ausdrücken können. Ich wollte, dass es schwarze Mädchen gibt, die wirklich über Liebe, Schmerz, Geld, Macht, Hass und alles andere sprechen können. Ursprünglich sollten es drei Mädchen in Negligés sein, die das Punk-Ding machen.“